# Icke-negativa tal
De icke-negativa talen är mängden av alla tal som inte är negativa. Det innefattar alla positiva tal och talet noll (0).
Mängden av alla icke-negativa tal skiljer sig från mängden av alla positiva tal, i den bemärkelsen att mängden av de positiva talen inte innefattar 0. Noll självt är varken positivt eller negativt.